# Kanton Cany-Barville
Kanton Cany-Barville (fr. Canton de Cany-Barville) je francouzský kanton v departementu Seine-Maritime v regionu Horní Normandie. Skládá se z 18 obcí.

## Obce kantonu
- Auberville-la-Manuel
- Bertheauville
- Bertreville
- Bosville
- Butot-Vénesville
- Canouville
- Cany-Barville
- Clasville
- Crasville-la-Mallet
- Grainville-la-Teinturière
- Malleville-les-Grès
- Ocqueville
- Ouainville
- Paluel
- Saint-Martin-aux-Buneaux
- Sasseville
- Veulettes-sur-Mer
- Vittefleur